# 維也納 (緬因州)
維也納（英語：Vienna）是一個位於美國緬因州肯納貝克縣的市鎮。

## 人口
根據2020年美國人口普查的數據，維也納的面積為66.07平方千米，當中陸地面積為62.94平方千米，而水域面積為4.13平方千米。當地共有人口578人，而人口密度為每平方千米9人。